# ヘンリー・トーマス (ラグビー選手)
ヘンリー・トーマス（Henry Thomas、1991年10月30日 - ）は、ユナイテッド・ラグビー・チャンピオンシップ、スカーレッツに所属するラグビー選手。

## プロフィール
- イングランド・キングストン・アポン・テムズ区出身[1]。
- ポジションはプロップ(PR)。
- 身長 185cm、体重 120kg
- U20イングランド代表に選ばれたことがある[2]。
- ウェールズ代表キャップは4（2024年2月現在）でラグビーワールドカップ2023のウェールズ代表に選ばれた[3]。

## 略歴
セール・シャークス、バースを経て、2019年、モンペリエに加入。
カストル・オランピックを経て、2024年、スカーレッツに加入。